# فيرنر شريدر
فيرنر شريدر (بالألمانية: Werner Schrader)‏ هو مقاوم وضابط ألماني، ولد في 7 مارس 1895 في كونيغسلوتر في ألمانيا، وتوفي في 28 يوليو 1944 في زوسين في ألمانيا بسبب إصابة بعيار ناري.